# جامعة دمشق
جامعة دمشق هي أقدم وأكبر جامعة حكومية في الجمهورية العربية السورية، يقع مقرها الرئيسي في العاصمة دمشق، مع فروع لها في عدد من المحافظات الأخرى. وتُعد من أقدم الجامعات الحكومية في الوطن العربي، إذ تعود نواتها الأولى إلى عام 1903، من خلال تأسيس المدرسة الطبية التي ضمّت فرعي الطب البشري والصيدلة.
في عام 1913، أُسّست مدرسة الحقوق، وفي عام 1923 جرى دمج المدرستين لتشكيل ما عُرف بـ "الجامعة السورية"، التي احتفظت بهذا الاسم حتى عام 1958، حينما تغير اسمها إلى جامعة دمشق.
تضم الجامعة عدداً كبيراً من الكليات والمعاهد العليا والمعاهد التطبيقية، بالإضافة إلى مدرسة التمريض. وتتميّز بوجود معهد متخصص في تعليم اللغة العربية لغير الناطقين بها يُعد الأكبر من نوعه في العالم العربي. كما تُصنّف من بين أكبر الجامعات في المنطقة من حيث عدد الطلاب.
تُعتبر جامعة دمشق إلى جانب بقية الجامعات الرسمية في سوريا، من الجامعات القليلة في العالم التي تُدرّس كافة تخصصاتها الأكاديمية، في جميع فروعها، باللغة العربية حصراً.

## تاريخ وتطور جامعة دمشق

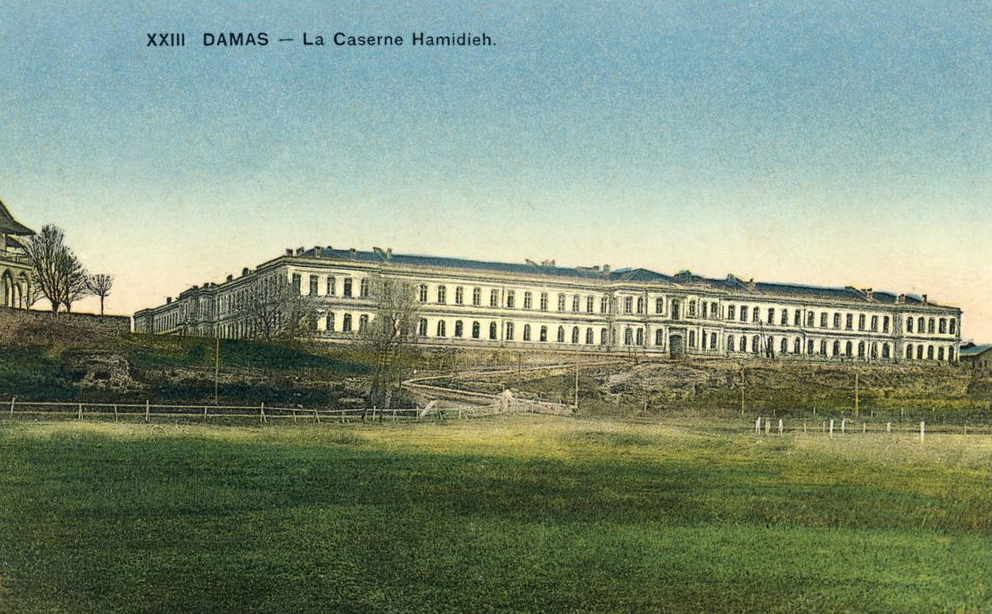
بناء قشلة الحميدية، ومقر الجامعة السورية سابقاً، كلية الحقوق حالياً.

تعود بدايات فكرة تأسيس جامعة دمشق إلى مطلع القرن العشرين حين أمر السلطان عبد الحميد الثاني في عهد والي دمشق حسين ناظم باشا بإنشاء مبنى دُعي لاحقاً «قشلة الحميدية» ليكون بناءً جامعياً في دمشق. إلا أن الظروف حالت دون ذلك بعد إزاحته عن عرش السلطنة، فصار
تُستعمل ثكنة تركية، وكان تشييدها في محلة تسمى سابقاً «المنيبع» من الشرق الأدنى (الضفة الجنوبية من بردى) إلى الشمال من المرج الأخضر (مكان مدينة المعارض القديمة) وقد استعملت أعداد كبيرة من أحجار قلعة دمشق في بنائها، وجاءت على طراز فن العمارة الأوروبية المحضة. اختفت ثكنة الحميدية في أعقاب الحرب العالمية الأولى التي انتهت باندحار قوات العثمانيين حلفاء الألمان، وعندما قامت الملكية في سورية، وتوج الشريف فيصل ملكاً، أُقيم مكان الثكنة نواة الجامعة السورية التي بدأت بكلية الحقوق، والتي لا تزال إلى اليوم في ضاحية البرامكة بدمشق. ويمكن تلخيص المراحل الرئيسية لتطور الجامعة بما يلي:
- في عام 1901 أقر إنشاء مكتب مدرسة للطب في دمشق وافتتحت «المدرسة الطبية» في دمشق التي تعد النواة الأولى للجامعة في عام 1903، وضمت فرع الطب البشري وفرع الصيدلة وكانت لغة التدريس فيها اللغة التركية.
- في عام 1913 افتتحت في بيروت مدرسة للحقوق كان معظم أساتذتها من العرب ولغة التدريس فيها اللغة العربية، ثم نقلت هذا المدرسة عام 1914 إلى دمشق، كما نقلت في عام 1915 مدرسة الطب إلى بيروت وأعيدت مدرسة الحقوق إلى بيروت في أواخر سني الحرب العالمية الأولى.
- تم افتتاح معهد الطب ومدرسة للحقوق في دمشق عام 1919 الأول من شهر كانون الثاني والثانية في شهر أيلول. وقد عهد بإدارتها إلى الحقوقي الفلسطيني عبد اللطيف صلاح،[10] وكان مقر مدرسة الحقوق في البناء الذي تشغله حالياً وزارة السياحة، الواقع على ضفة نهر بردى إلى جانب التكية السليمانية.[11]
- في 15 حزيران عام 1923 أصدر رئيس الاتحاد السوري صبحي بركات مرسوماً بتأسيس الجامعة السورية في دمشق والمؤلفة من معهد الحقوق (مدرسة الحقوق سابقا)، ومدرسة الطب، والمجمع العلمي العربي، ودار الآثار العربية.
- في عام 1926 تم فصل دار الآثار، والمجمع العلمي العربي عن الجامعة.
- في عام 1928 أنشئت مدرسة الدروس الأدبية العليا وربطت إدارتها بالجامعة ثم أصبح اسمها عام 1929 مدرسة الآداب العليا التي أُغلقت عام 1935/1936.
- بدءاً من عام 1946 لم تبقَ الجامعة مقتصرة على معهدي الطب والحقوق بل أُحدثت فيها كليات ومعاهد عليا في اختصاصات أخرى وأصبحت مؤسسات التعليم العالي حتى العام 1958 عام الوحدة بين مصر وسوريا وقيام الجمهورية العربية المتحدة كالآتي: معهد الطب، معهد الحقوق، كلية العلوم، كلية الآداب، المعهد العالي للمعلمين، كلية الهندسة بمدينة حلب، كلية الشريعة، معهد العلوم التجارية.
- في عام 1958 بعد قيام الجمهورية العربية المتحدة، صدر قانون جديد لتنظيم الجامعات في إقليمي الجمهورية العربية المتحدة الشمالي والجنوبي عدل بموجبه اسم «الجامعة السورية» فأصبح «جامعة دمشق» وأحدثت في الإقليم الشمالي جامعة ثانية باسم «جامعة حلب» وبصدور اللائحة التنفيذية لهذا القانون في عام 1959 أصبحت جامعة دمشق تتألف من الكليات الآتية: كلية الآداب، كلية الحقوق، كلية التجارة، كلية العلوم، كلية الطب، كلية طب الأسنان، كلية الهندسة، كلية التربية، كلية الشريعة وبات من حقها أن تمنح شهادات في الدراسات العليا. لم يطرأ في عهد الانفصال تطور ملحوظ في الوضع الجامعي اللهم إلا في نطاق الأنظمة الجامعية فقد عدلت لتتلائم مع الوضع الذي قام في البلاد.
- بعد الحركة التصحيحية عام 1970 تم تقديم الدعم للكليات القائمة وإنشاء الأقسام الجديدة فيها واستكمال التخصصات الأخرى وإحداث المعاهد المتوسطة الملحقة بالكليات. وأصبحت جامعة دمشق تتكون من: كلية الآداب والعلوم الإنسانية، كلية الاقتصاد، كلية التربية، كلية الحقوق، كلية الزراعة، كلية الشريعة، كلية الصيدلة، كلية الطب، كلية طب الأسنان، كلية العلوم، كلية الفنون الجميلة، كلية الهندسة المدنية، كلية الهندسة المعمارية، كلية الهندسة الميكانيكية والكهربائية، المعهد العالي للتنمية الإدارية، وحظيت معظم الكليات والمعاهد بمبان جديدة. وتم تشييد عدد من الوحدات السكنية للطلاب والطالبات. كما تم تشييد بناء مستقل خصص سكناً لممرضات العاملات في المشافي الجامعية. وتم افتتاح عدد من دبلومات الدراسات العليا في اختصاصات مختلفة ودبلوم التأهيل، كما افتتحت درجة الماجستير في معظم الاختصاصات ودرجة الدكتوراه في بعضها.
- عام 2001 تم افتتاح برامج التعليم المفتوح في الجامعات السورية وكان نصيب جامعة دمشق منها (قسم الإعلام، قسم الترجمة، قسم رياض الأطفال، قسم إدارة المشروعات الصغيرة والمتوسطة، قسم المحاسبة، قسم الدراسات قانونية، قسم معلم صف، قسم الدراسات الدولية والدبلوماسية، قسم دبلوم التأهيل التربوي).[12]

## الاتفاقيات والتعاون العلمي
وقّعت جامعة دمشق مع جامعة الرشيد الدولية الخاصة للعلوم والتكنولوجيا اتفاق تعاون بهدف تعزيز وتطوير التعاون المشترك في مجالات البحث والتدريب والتطوير ونشر المعرفة وتبادل المنشورات والوثائق العلمية وذلك بتاريخ 23 كانون الأول عام 2014

## شعار جامعة دمشق

شعار جامعة دمشق

يعبر شعار جامعة دمشق عن أهمية العلم ورغبة الإنسان اللامتناهية إلى المعرفة، وخصوصية دمشق في تطور العلم والعلماء. حيث يرمز اللون التوتي إلى لون التوت الشامي وهو فاكهة لا توجد إلا في دمشق، فكانت اللون المميز لجامعتها للتعبير عن تفرد هذه الجامعة.
الجدير بالذكر أن هذا اللون هو اللون المعتمد لتوقيع رئيس جامعة دمشق وهو خاصية لا يتمتع بها أي رئيس جامعة أخرى في العالم. أما المصباح فهو رمز المعرفة في ثقافات مختلفة يشع منه نور العلم والمعرفة، وتتوج الشعار آية قرآنية «وقل ربي زدني علماً» وهي الرسالة الحقيقة لجامعة دمشق وهدفها الذي لن تتوقف عن السعي وراءه.

## المواقع الرئيسية
تقع رئاسة جامعة دمشق في وسط مدينة دمشق في منطقة البرامكة ضمن تجمع يضم مبنى رئاسة الجامعة، وأبنية الإدارة المركزية، وبعض الكليات والمعاهد، وتتوزع باقي الكليات والمعاهد في: منطقة المزة (تجمع كليات الطب والعلوم الإنسانية)، طريق مطار دمشق الدولي (تجمع كليات هندسة الميكانيك والكهرباء)، وتقع كلية الزراعة في منطقة برزة. إضافة لوجود أفرع لعدد من الكليات في محافظات السويداء، ودرعا، والقنيطرة.

## بُنية الجامعة

### الكليات والمعاهد

#### كليات فرع دمشق

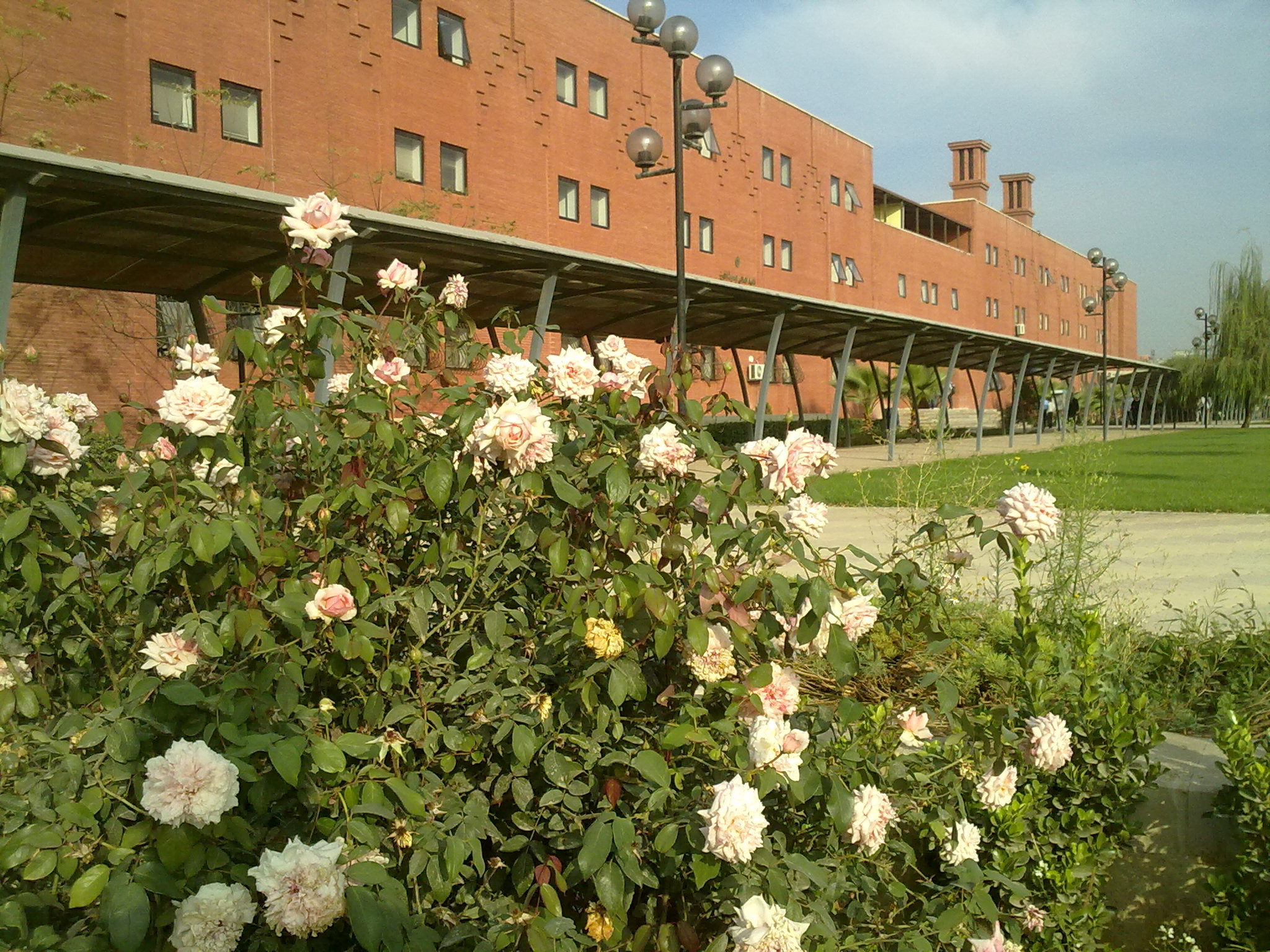
كلية الهندسة الميكانيكية والكهربائية

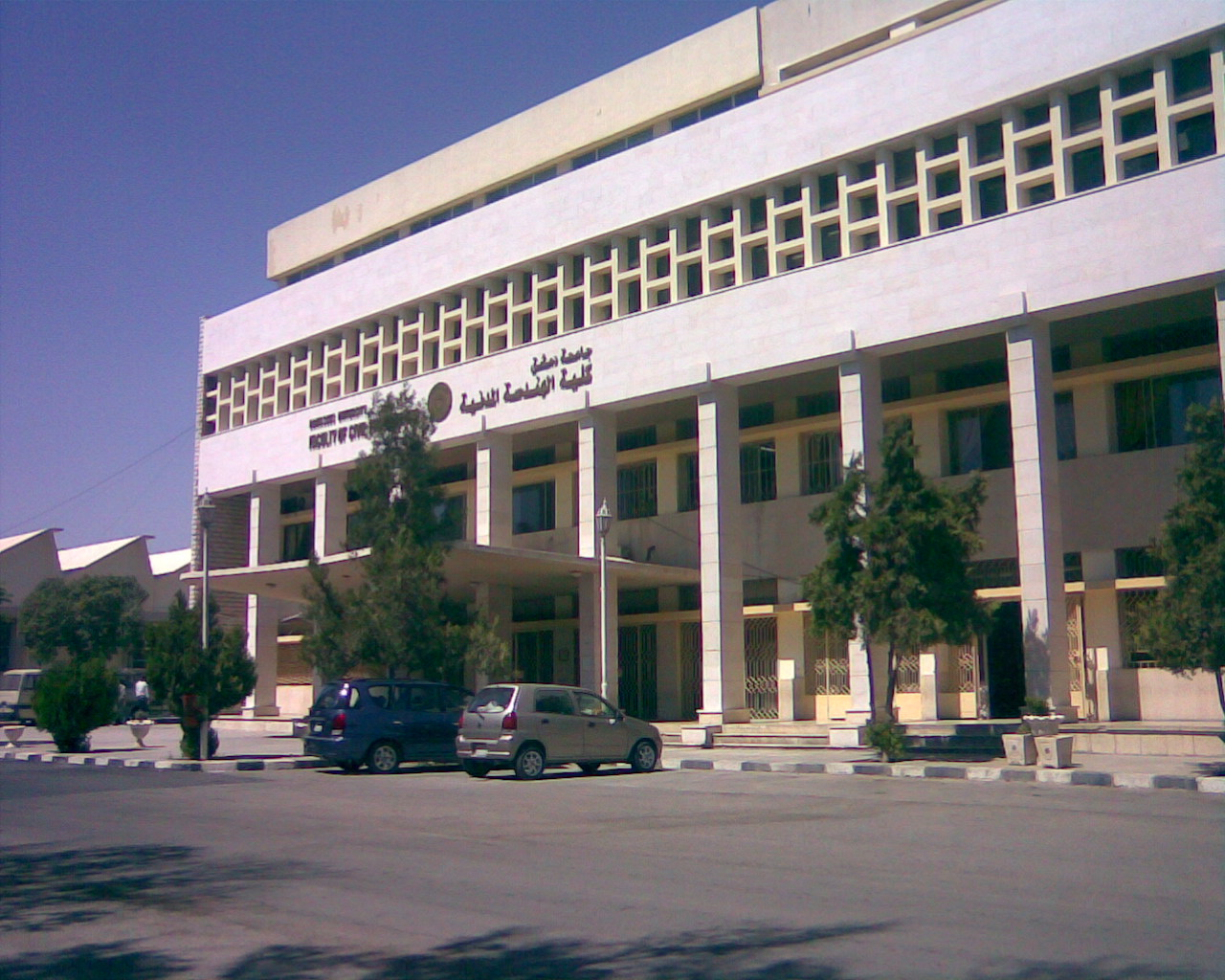
كلية الهندسة المدنية

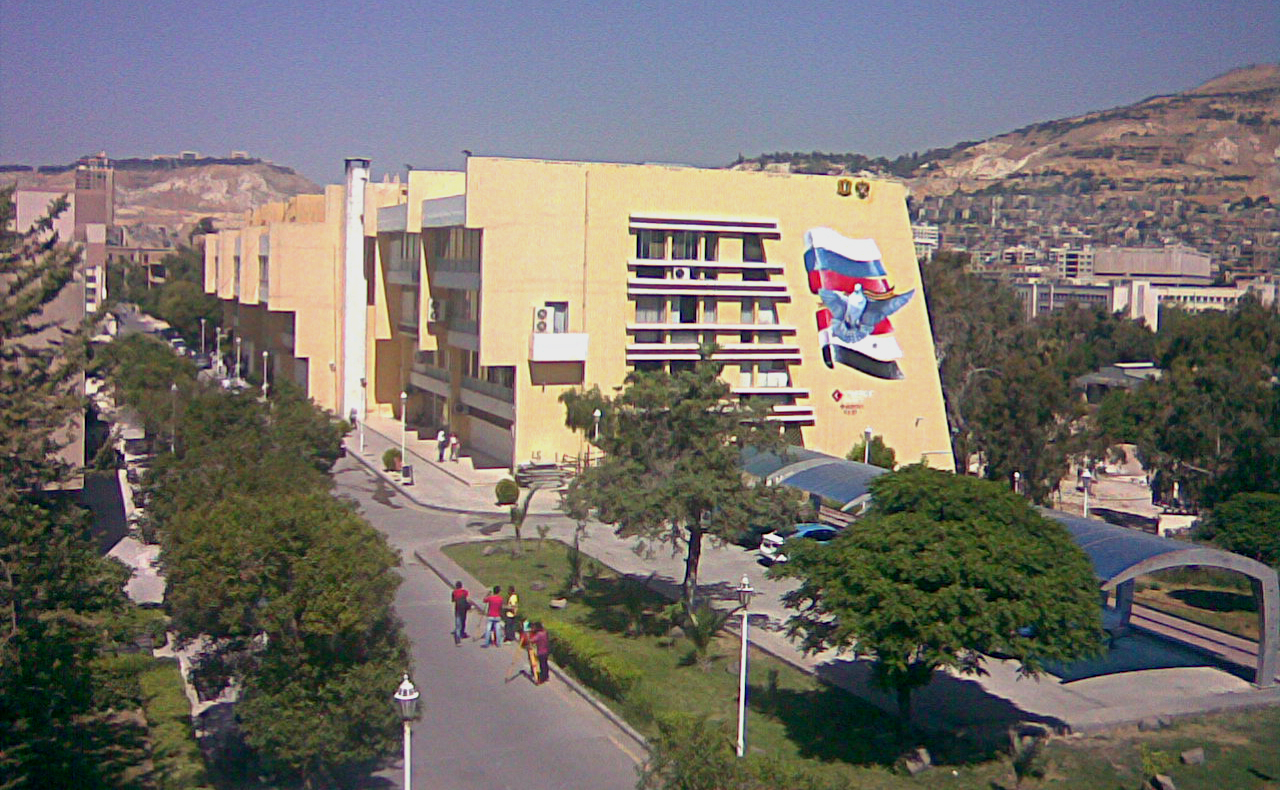
كلية الهندسة المعمارية

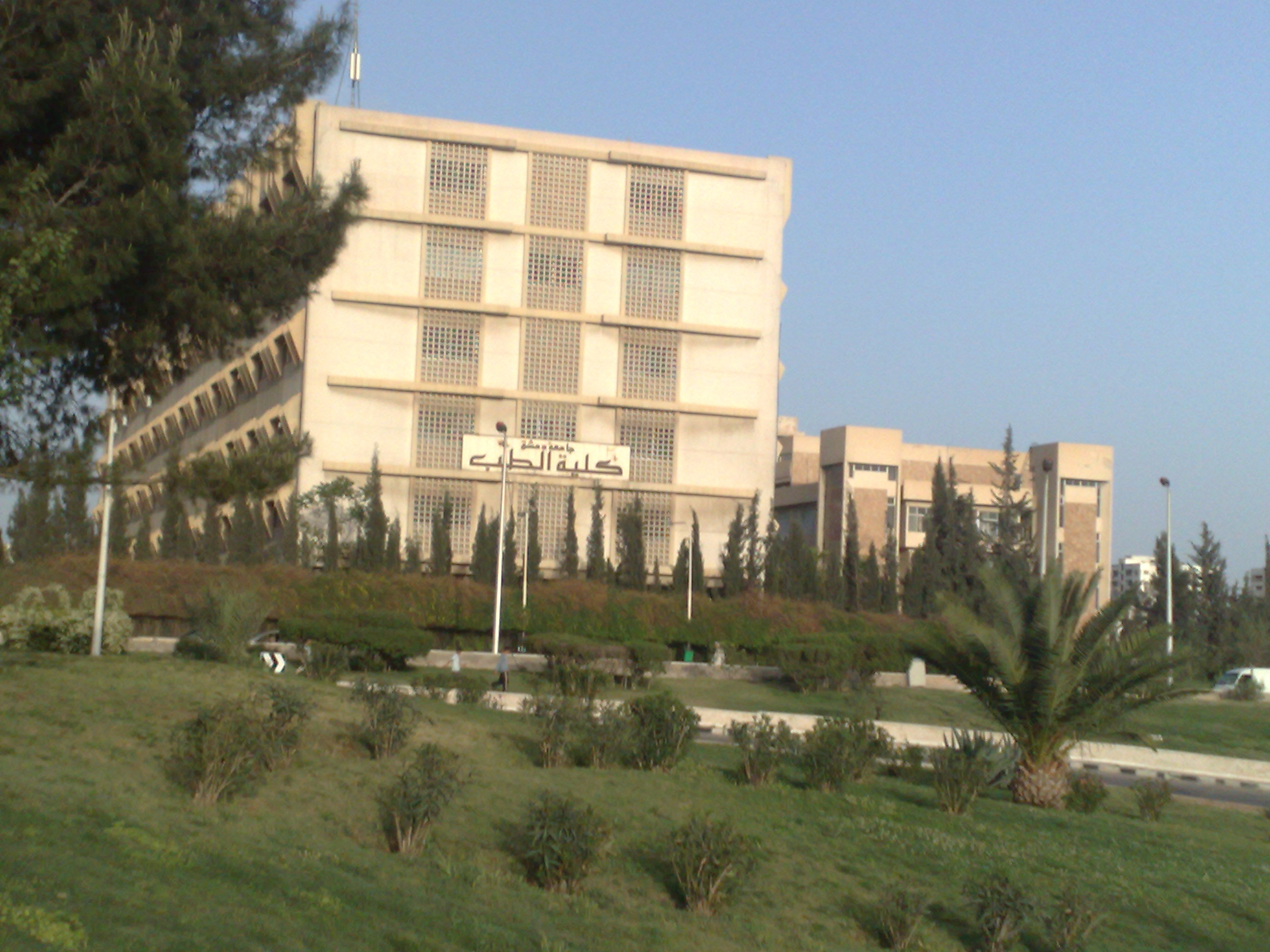
كلية الطب

- كلية الهندسة المعلوماتية.
- كلية الهندسة الميكانيكية والكهربائية.
- كلية الهندسة المدنية.
- كلية الهندسة المعمارية.
- كلية الزراعة.
- كلية الطب البشري.
- كلية طب الأسنان.
- كلية الصيدلة.
- كلية السياحة.
- كلية العلوم.
- كلية الاقتصاد.
- كلية التربية.
- كلية الآداب والعلوم الإنسانية.
- كلية العلوم السياسية.
- كلية الحقوق.
- كلية الفنون الجميلة.
- كلية الشريعة.
- كلية الإعلام.

#### كليات فرع درعا
- كلية التربية الثالثة.
- كلية الإقتصاد الثانية.
- كلية الآداب والعلوم الإنسانية الثالثة.
- كلية الحقوق الثانية.
- كلية العلوم الثانية.

#### كليات فرع السويداء
- كلية الآداب الثانية.
- كلية التربية الثانية.
- كلية الزراعة الثانية.
- كلية الفنون الثانية.
- كلية العلوم الرابعة.
- كلية الهندسة الميكانيكية والكهربائية الثانية.
- كلية الاقتصاد الرابعة.[13]

#### كليات فرع القنيطرة
- كلية التربية الرابعة.
- كلية الإقتصاد الثالثة.
- كلية الحقوق الثالثة.
- كلية العلوم الثالثة.
- كلية الآداب الرابعة.

#### المعاهد العليا
- المعهد العالي للتنمية الإدارية.
- المعهد العالي للترجمة والترجمة الفورية.
- المعهد العالي للدراسات والبحوث الزلزالية.
- المعهد العالي لأبحاث الليزر وتطبيقاته.
- المعهد العالي لتعليم اللغات.

#### المعاهد التقانية
- المعهد التقاني لإدارة الأعمال والتسويق.
- المعهد التقاني للحاسوب.
- المعهد التقاني لطب الأسنان.
- المعهد التقاني الطبي.
- المعهد التقاني للعلوم المالية والمصرفية.
- المعهد التقاني الهندسي.
- المعهد التقاني الزراعي .
- المعهد التقاني للهندسة الميكانيكية والكهربائية.
- المعهد التقاني الزراعي في درعا.
- المعهد التقاني للحاسوب في درعا.
- المعهد التقاني للعلوم المالية والمصرفية في درعا.
- المعهد التقاني الزراعي في السويداء.
- المعهد التقاني الطبي في النبك.
- المعهد التقاني الزراعي في القنيطرة.

### المكتبات
- المكتبة المركزية
- مكتبة كلية الآداب 1
- مكتبة كلية الآداب 2
- مكتبة كلية الحقوق
- مكتبة كلية الصيدلة
- مكتبة كلية العلوم
- مكتبة كلية الهندسة المعلوماتية
- مكتبة كلية الهندسة المعمارية
- مكتبة كلية الهندسة المدنية
- مكتبة كلية الهندسة الميكانيكية والكهربائية
- مكتبة كلية الطب البشري
- مكتبة كلية الفنون الجميلة
- مكتبة كلية طب الاسنان
- مكتبة كلية الزراعة
- مكتبة كلية الاقتصاد
- مكتبة كلية التربية
- مكتبة كلية الشريعة
- مكتبة الدراسات العليا

### المدينة الجامعية

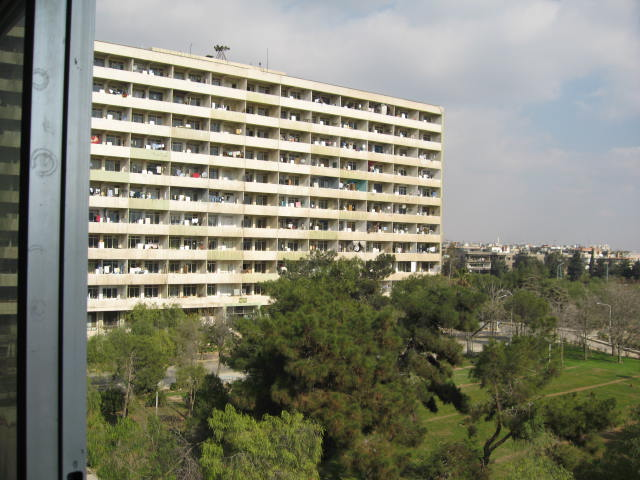
الوحدة الأولي في مدينة باسل الأسد الجامعية في دمشق

تأسست المدينة الجامعية في جامعة دمشق في العام الدراسي 1962 وكانت عبارة عن وحدتين سكنيتين (الأولى والثانية) ومع التوسع في أعداد الطلاب المقبولين في كل عام تم زيادة الطاقة الاستعابية للمدينة الجامعية وبناء وحدات سكنية جديدة لتأمين السكن لأكبر عدد ممكن من طلاب الجامعة. بلغ عدد الوحدات السكنية للعام (2011 - 2012) 27 وحدة سكنية منها 13 وحدة سكنية في تجمع المزة، والوحدتان 18-19 دراسات عليا، والوحدتان 27-28 علوم ساسية، والوحدات 9-16-17-23 في تجمع الهمك في منطقة طريق المطار، والوحدتان 10-22 في تجمع برزة، وهناك الوحدتان 1-26 خارج الخدمة بسبب أعمال الترميم والصيانة. سجل فيها عام 2012 ما يزيد عن 16000 طالب وطالبة سوريين وعرب وأجانب. جهزت غرف الوحدات السكنية بشكل يوافق متطلبات الطالب الجامعي بحيث خصص لكل طالب سرير وخزانة وطاولة وكرسي. كما خصص لكل وحدة سكنية مكتبة فرعية للدراسة. وكان رسم السكن في المدينة الجامعية رمزيا يبلغ 300 ل.س شهريا.

### المشافي الجامعية
- مركز نقل الدم.
- مستشفى جراحة الفم والفكين.
- مستشفى الأمراض الجلدية والزهرية.
- مستشفى جراحة القلب الجامعي.
- مستشفى البيروني.
- مستشفى التوليد وأمراض النساء.
- الهيئة العامة لمستشفى الأطفال نسخة محفوظة 26 أبريل 2018 على موقع واي باك مشين..
- مستشفى المواساة الجامعي.
- مستشفى الأسد الجامعي.

### المراكز التابعة لجامعة دمشق
- مركز التوجيه المهني.
- مركز المكافحة الحيوية.
- مركز ضمان الجودة.
- مركز تطوير التعليم الطبي.
- المركز الرقمي الفرانكفوني.
- مركز جراحة الفم والفكين.
- مركز نقل الدم.
- المركز الوطني للفنون البصرية.
- مركز الدراسات الوبائية والبيولوجية لطفيليات اللايشمانيا.

## رؤساء الجامعة دمشق
تولّى إدارة جامعة دمشق، منذ تأسيسها وحتى اليوم، عدد من الأساتذة والعلماء، سواء بالأصالة أو بالوكالة أو بصفة استثنائية بحكم شغلهم منصب وزير التربية، وهم على النحو التالي:
| رؤساء جامعة دمشق      | رؤساء جامعة دمشق | رؤساء جامعة دمشق |
| الاسم                 | الصورة           | نبذة |
| --------------------- | ---------------- | --- |
| رضا سعيد              |                  | مؤسس الجامعة السورية ورئيسها بين عامي (1923-1936)، ولد في دمشق عام 1876 وتوفي عام 1945، ونال العديد من الأوسمة منها: وسام الاستحقاق العثماني، الوسام المجيدي، وسام الحرب العثمانية، وسام التاج الحديدي من حكومة النمسا، وسام باريس في جوقة الشرف الفرنسي ووسام كوماندور، وسام المعارف المصري، وسام الصليب الأحمر، وسام الاستحقاق السوري من الدرجة الممتازة. وتم تسمية أحد شوارع دمشق الكبيرة المجاورة للجامعة باسم "رضا سعيد" تكريماً وتخليداً لذكر مؤسس الجامعة.                                               |
| عبد القادر العظم      |                  | رئيس الجامعة السورية بين عامي (1936-1941)، ولد في دمشق عام 1881 وتوفي حوالي عام 1960. حقوقي، من خريجي المدرسة الملكية عين قائم مقام في دوما ونفي في خلال الحرب العامة الأولى إلى بروسة. وعاد بعد الحرب مديرا لمطبوعات سورية ثم مديرا لمعهد الحقوق (1920) ومدرسا للاقتصاد فيه. وولي وزارة المالية (1926) فرئاسة الجامعة السورية وعين رئيسا لمجلس الشورى (1941). |
| حسني سبح              |                  | رئيس الجامعة السورية بين عامي (1942-1949)، ولد في دمشق عام 1900 وتوفي عام 1986. وهو طبيب ولغوي ومعرّب للعلوم الطبية، ترأس مجمع اللغة العربية بدمشق (1968) وبقي يرأسه حتى وافاه الأجل. كما انتخب عضواً في عدة مجامع علمية ولغوية أخرى، كمجمع اللغة العربية في القاهرة، ومجمع اللغة العربية في الأردن، والمجمع الملكي لبحوث الحضارة والإسلام في الأردن، والمجمع العلمي الهندي، وكوفئ بمنحه عدة أوسمة من سورية والأردن ومصر وإيران. تطوع في موقعة ميسلون لإسعاف الجرحى، وهو من فحص جثمان يوسف العظمة بعد استشهاده. |
| قسطنطين زريق          |                  | رئيس الجامعة السورية بين عامي (1949-1952)، ولد في دمشق عام 1909 وتوفي عام 2000 في بيروت. مؤرخ سوري وأحد أبرز دعاة القومية العربية أُطلق عليه أكثر من لقبٍ، بينها: شيخ المؤرّخين العرب، المُربّي النّموذجي، مُرشد الوحدَوييّن، داعية العقلانيّة في الفكر العربي الحديث. التحق لفترة بالسلك الدبلوماسي السوري بعد الحرب العالمية الثانية حيث خدم كمستشار أول، ثم كوزير مفوض في المفوضية السورية بواشنطن، وكان خلال ذلك عضواً مناوباً في مجلس الأمن في الفترة بين عامي 1945 و1947، وهو عضو في مجمع اللغة العربية.            |
| سامي الميداني         |                  | رئيس الجامعة السورية بين عامي (1952-1954) |
| شوكت القنواتي         |                  | رئيس الجامعة السورية بين عامي (1956-1958) |
| حكمت هاشم             |                  | رئيس جامعة دمشق بين عامي (1958-1962) |
| أحمد السمان           |                  | رئيس جامعة دمشق بين عامي (1962-1964) |
| شاكر الفحام           |                  | رئيس جامعة دمشق بين عامي (1968-1971)، وزير التربية ووزير التعليم العالي، وسفير سورية في الجزائر، ورئيس مجمع اللغة العربية بدمشق، ورئيس هيئة الموسوعة العربية. |
| مدني الخيمي           |                  | رئيس جامعة دمشق بين عامي (1971-1972) |
| عبد الرزاق قدورة      |                  | رئيس جامعة دمشق بين عامي (1973-1976)، دكتور بالفيزياء، من أعضاء مجمع اللغة العربية بدمشق. |
| محمد الفاضل           |                  | رئيس جامعة دمشق بين عامي (1976-1977) |
| مصطفى حداد            |                  | رئيس جامعة دمشق بين عامي (1977-1981) |
| محمد زياد الشويكي     |                  | رئيس جامعة دمشق بين عامي (1981-1994) |
| عبد الغني ماء البارد  |                  | رئيس جامعة دمشق بين عامي (1994-2000) |
| هاني مرتضى            |                  | رئيس جامعة دمشق بين عامي (2000-2003)، طبيب أطفال. |
| محمد عصام عوا         |                  | رئيس جامعة دمشق بين عامي (2003-2005) |
| وائل معلا             |                  | رئيس جامعة دمشق بين عامي (2005-2011) |
| علي أبو زيد           |                  | رئيس جامعة دمشق بين عامي (2011-2011)، أستاذ الأدب الجاهلي بجامعة دمشق، ورئيس قسم اللغة العربية بكلية الآداب، محقق شعر قبيلة بني تغلب في الجاهلية والإسلام، ومحقق ديوان عَمرو بن كُلثوم. |
| محمد عامر مارديني     |                  | رئيس جامعة دمشق بين عامي (2011-2014) |
| محمد حسان موفق الكردي |                  | رئيس جامعة دمشق بين عامي (2014-2017) |
| محمد ماهر قباقيبي     |                  | رئيس جامعة دمشق بين عامي (2017-2020) |
| محمد يسار عابدين      |                  | رئيس جامعة دمشق بين عامي (2020-2021) |
| محمد أسامة الجبان     |                  | رئيس جامعة دمشق بين عامي (2021-2025) |
| مصطفى صائم الدهر      |                  | رئيس جامعة دمشق بين عامي (2025-حتى الآن) |

## مجلات الجامعة
تصدر جامعة دمشق عدداً من المجلات هي:
- مجلة جامعة دمشق للعلوم الهندسية
- مجلة جامعة دمشق للعلوم الصحية
- مجلة جامعة دمشق للعلوم الاقتصادية والقانونية
- مجلة جامعة دمشق للعلوم الأساسية
- مجلة جامعة دمشق للعلوم الزراعية
- مجلة جامعة دمشق للعلوم الإنسانية
- مجلة جامعة دمشق للعلوم التربوية والنفسية.
- مجلة الجديد في العلوم الطبية / ترجمات /
- مجلة اتحاد الجامعات العربية للدراسات والبحوث الطبية
- المجلة العربية للعلوم الصيدلية
- مجلة الدراسات تاريخية
- مجلة الدراسات إستراتيجية

وجميع هذه المجلات علمية محكمة ما عدا الجديد في العلوم الطبية / ترجمة/ والمجلة العربية للعلوم الصيدلية.

## معرض الصور

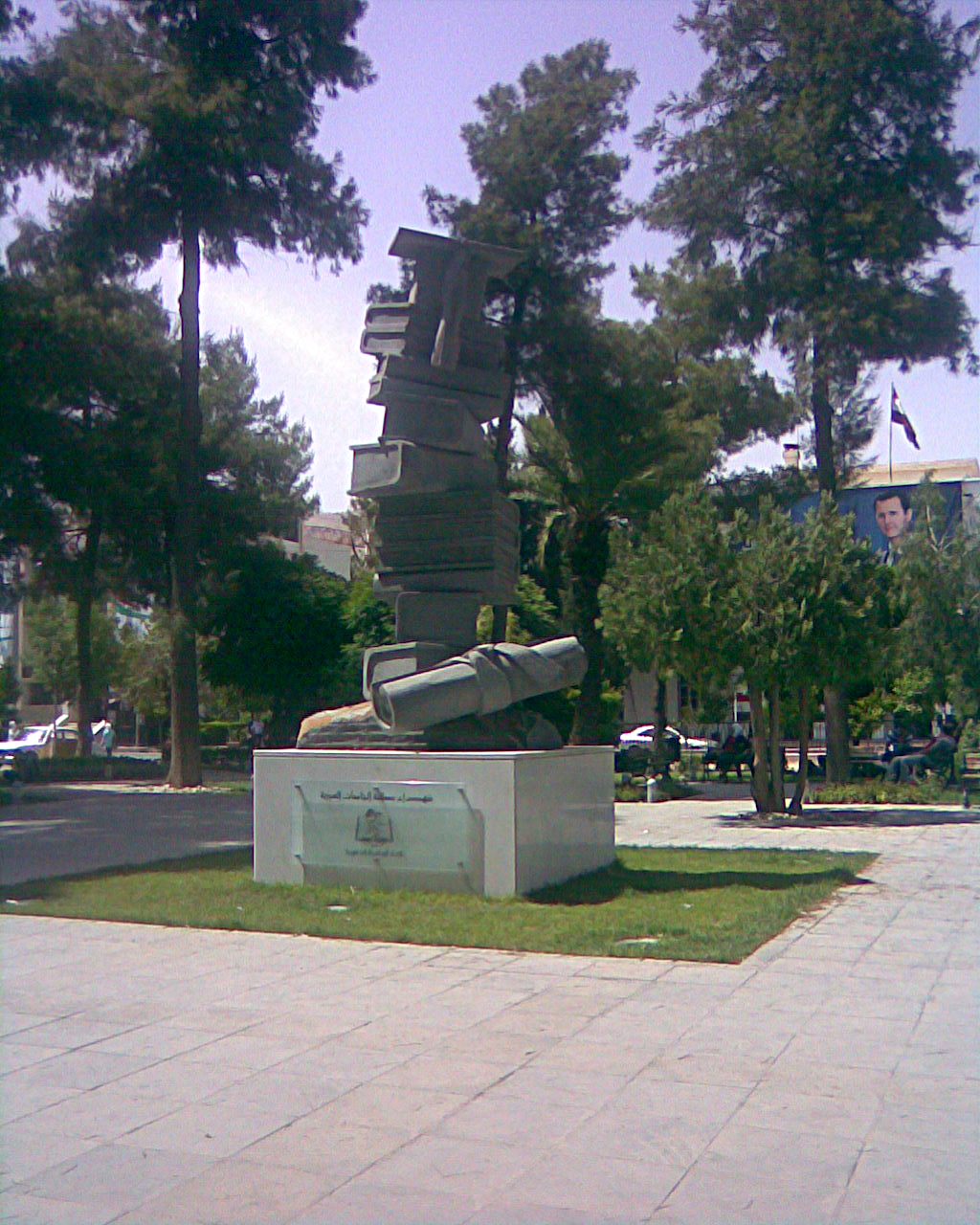
نصب شهداء الجامعات السورية
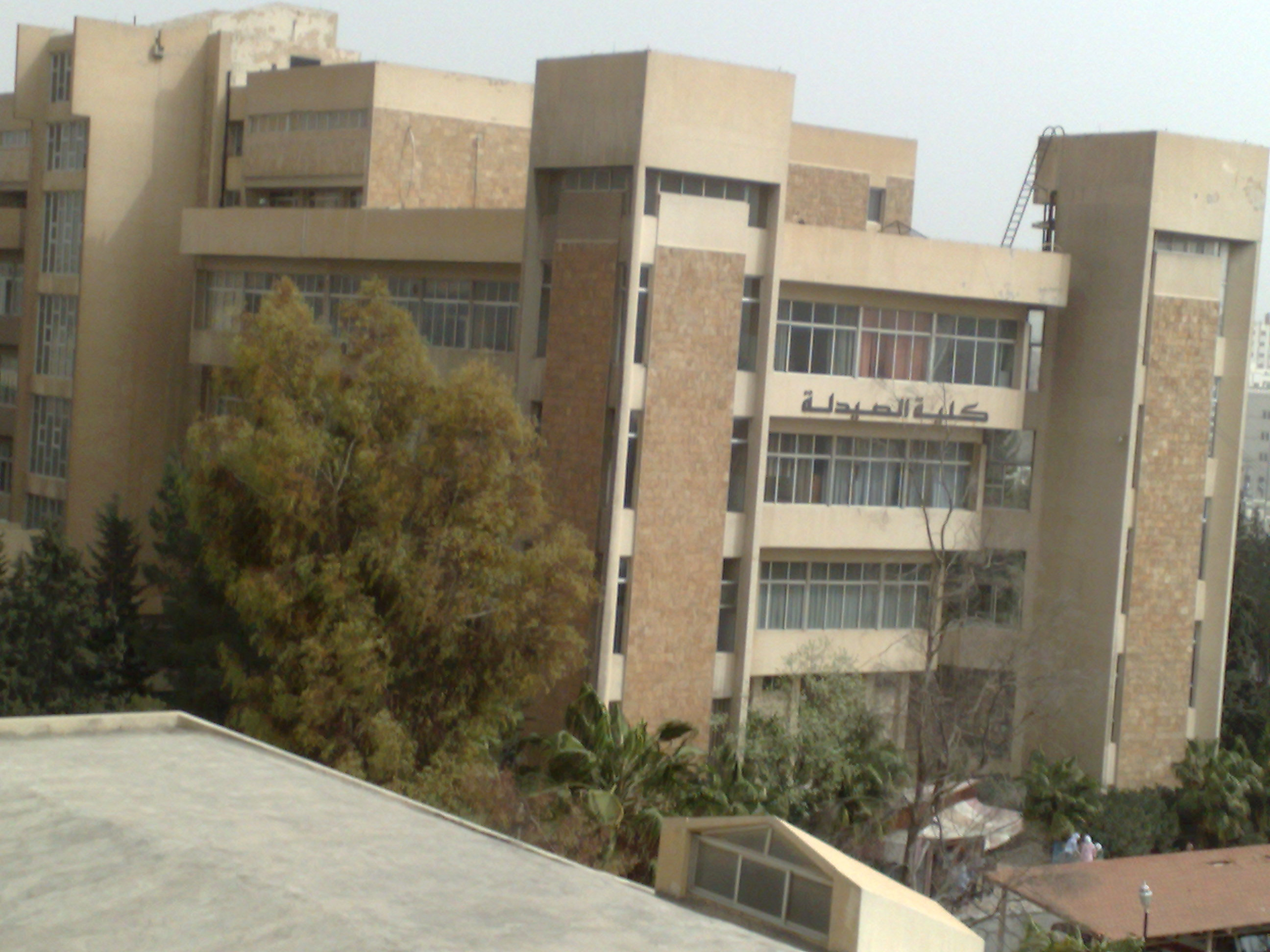
كلية الصيدلة
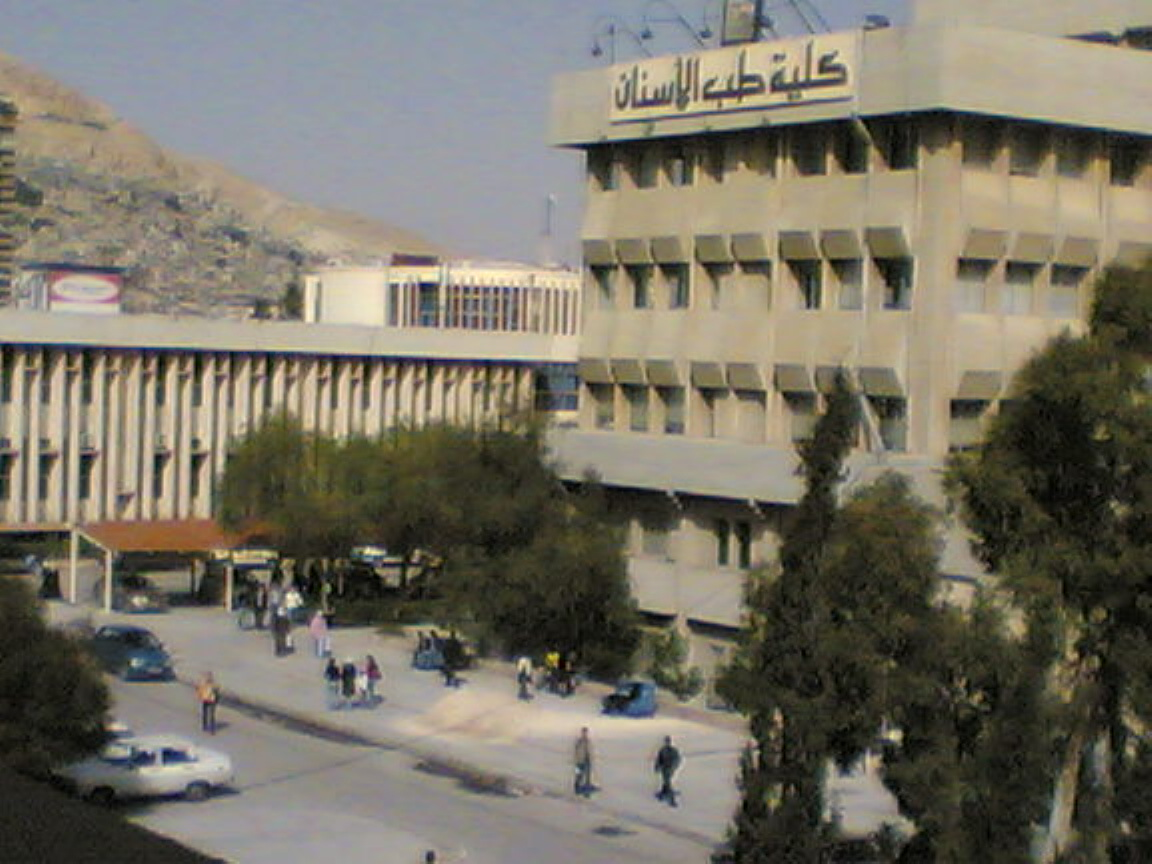
كلية طب الأسنان
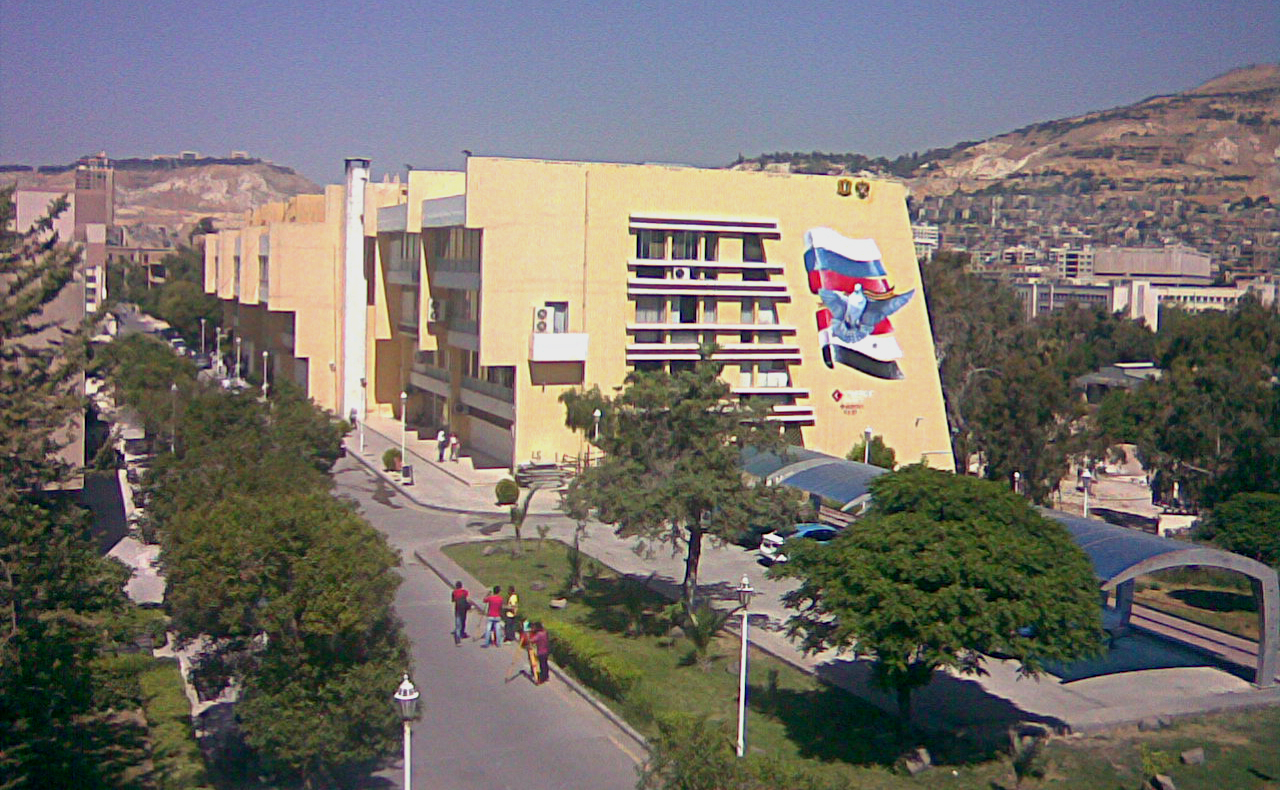
كلية العمارة
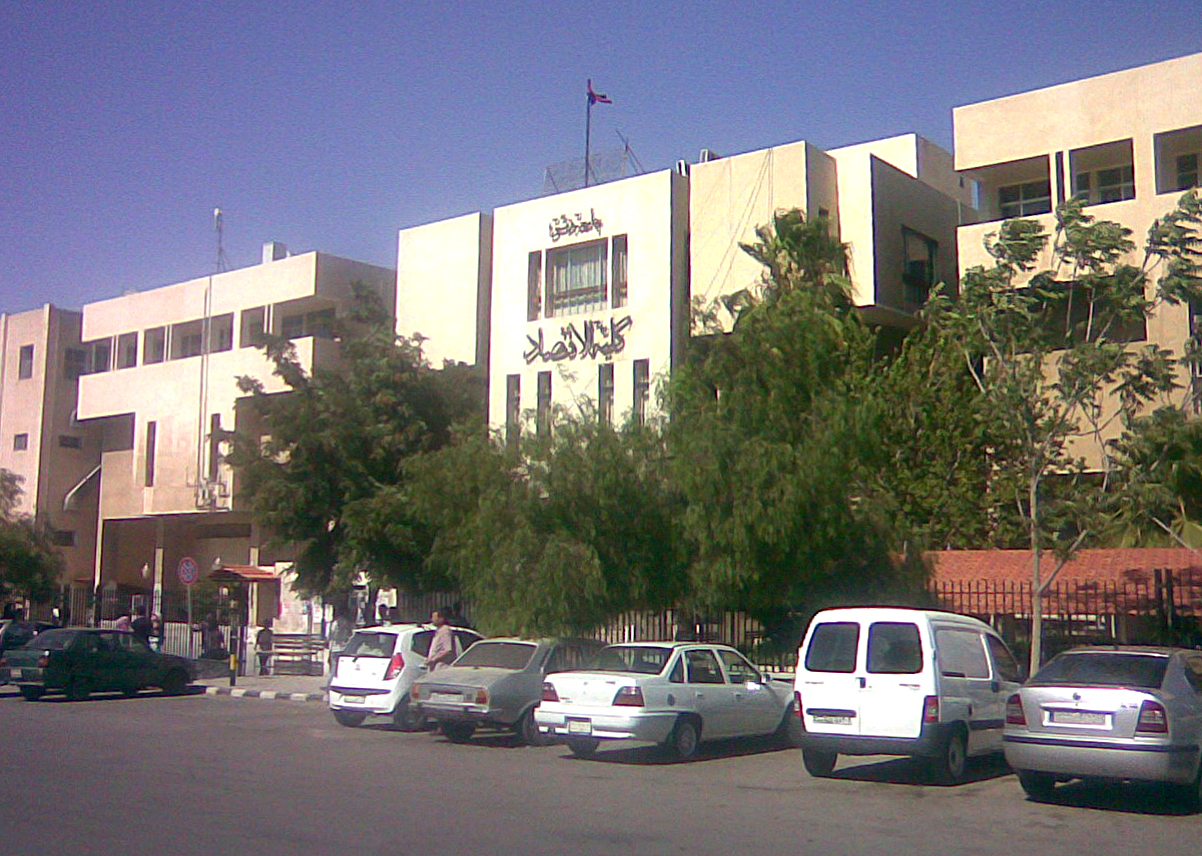
كلية الإقتصاد
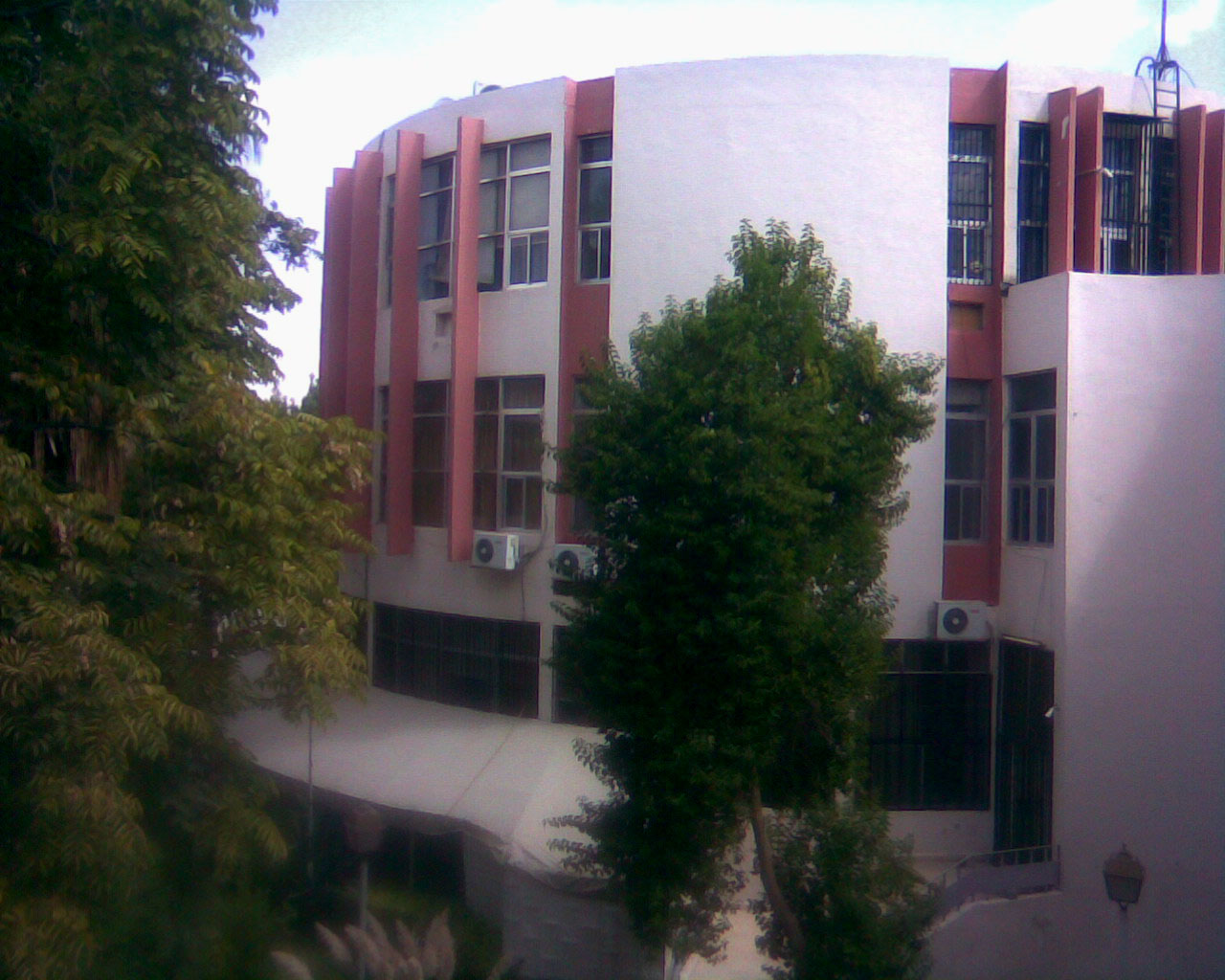
المعهد العالي للغات
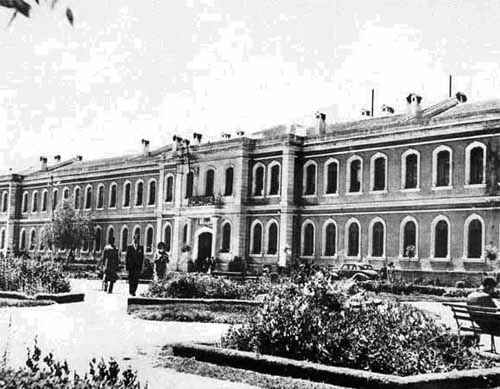
مبنى جامعة دمشق حوالي عام 1920.

## وصلات خارجية
- خارطة جامعة دمشق